# Tubajón
Tubajón es un municipio filipino sin categoría, situado en la isla de Dinágat adyacente a la de Mindanao en su costa nordeste. Forma parte de  la provincia de Islas Dinágat situada en la Región Administrativa de Caraga. Para las elecciones está encuadrado en el Único Distrito Electoral. El ayuntamiento se encuentra en el barrio de San Vicente.

## Geografía
Municipio situado 23 km al norte  de la ciudad de San José,  capital de la provincia.
Su término linda al norte con el municipio de Loreto, entre la bahía de su nombre y la ría de Malinao;  al sur con el municipio de Libjó, entre la bahía de Laganán y el río de San José; al este con el seno de Dinagat; y al oeste con el estrecho de Surigao.

### Comunicaciones
Un barco procedente de la ciudad de Surigao se detiene en los dos muelles de la isla, Tubajón en el norte y Cagdayánao en el sur.  La duración del trayecto es 30 a 45 minutos. Desde cualquiera de los dos podemos acceder por la carretera que comunica Cagdayánao con Santiago, barrio de Loreto, al centro de la isla donde se encuentra el barrio de Diaz (Romualdez), 9 km al sur de Santiago. Desde este barrio parte un ramal de 5 km de longitud hacia la población, donde se encuentra el muelle,  en la bahía de Tubajón.

### Barangays
El municipio  de Tubajón se divide, a los efectos administrativos, en 9 barangayes o barrios, conforme a la siguiente relación:
| - Díaz (Romuáldez) - Imelda - Mabini | - Malinao - Navarro - Roxas | - San Roque - San Vicente(Población) - Santa Cruz |

## Historia
El 18 de septiembre de 1960 la provincia de Surigao fue dividida en dos: Surigao del Norte y Surigao del Sur.
Las nueva provincia de Islas Dinágat fue creada el 2 de diciembre de 2006.
Hasta entonces formaba parte de la provincia de Surigao del Norte.